# Campoplex dubitator
Campoplex dubitator är en stekelart som beskrevs av Horstmann 1985. Campoplex dubitator ingår i släktet Campoplex och familjen brokparasitsteklar. Inga underarter finns listade.